# Trifon Zarezan
A Trifon Zarezan (vagy szőlőskertek napja) Szent Trifon tiszteletére tartott bolgár nemzeti ünnep. A szőlőtermelők, solymászok, borkészítők, kertészek és vendéglősök ünneplik február 14-én (nem pedig a bolgár ortodox egyház általi Szent Trifon napján).

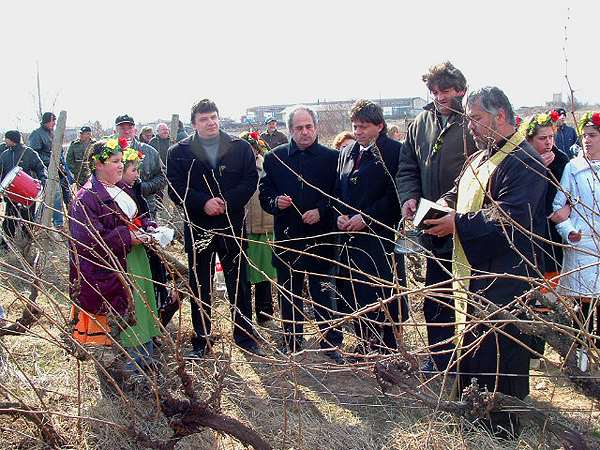
A karabunari szőlőültetvények metszése, Trifon Zarezan ünnepén 2003-ban.

## Szőlőskertek ünnepe
A bolgár népi kalendáriumban több, a szőlőtermesztéssel és borászattal kapcsolatos fontos ünnepnap is szerepel. Ezek jellemzően a szőlőtermesztés szakaszait jelölik, melyeket a néphagyomány többé-kevésbé szokásosan és rituálisan jelöli.